# Krasnyj Łucz (rejon wołowski)
Krasnyj Łucz (ros. Красный Луч) – osiedle typu wiejskiego w zachodniej Rosji, w sielsowiecie zamarajskim rejonu wołowskiego w obwodzie lipieckim.

## Geografia
Miejscowość położona jest nad rzeką Kszeń, 4 km od centrum administracyjnego sielsowietu zamarajskiego (Zamarajka), 11 km od centrum administracyjnego rejonu (Wołowo), 137 km od stolicy obwodu (Lipieck).
W granicach miejscowości znajduje się ulica Sadowaja 2-ja (7 posesji).

## Demografia
W 2012 r. miejscowość liczyła sobie 8 mieszkańców.